# Karolina Szymaniak
Karolina Szymaniak (ur. 10 kwietnia 1981 w Warszawie) – polska jidyszystka, literaturoznawczyni, tłumaczka, redaktorka, lektorka języka jidysz, doktor nauk humanistycznych. Zajmuje się nowoczesną literaturą jidysz, problematyką modernizmu, awangardy oraz literaturą pisaną przez kobiety. 

## Życiorys
Absolwentka 2 Społecznego Liceum Ogólnokształcącego w Warszawie (2000), Kolegium Międzywydziałowych Indywidualnych Studiów Humanistycznych Uniwersytetu Warszawskiego (2005) i studiów doktoranckich na Wydziale Polonistyki Uniwersytetu Jagiellońskiego (2010). W 2010 roku obroniła na tej uczelni rozprawę doktorską Krytyka literacka jako instytucja nowoczesnej kultury jidysz. Próba opisu dyskursu.
Stypendystka m.in. Ministra Edukacji Narodowej, Ministerstwa Nauki i Szkolnictwa Wyższego, Fundacji na rzecz Nauki Polskiej, tygodnika „Polityka” („Zostańcie z nami” 2006), The Ryoichi Sasakawa Fund, YIVO Institute for Jewish Research, Uniwersytetu w Tel Awiwie oraz Uniwersytetu Wileńskiego (The Center of Studies of the Culture and History of East European Jews). 

## Zajmowane stanowiska
Redaktorka naczelna kwartalnika „Cwiszn”, była członkini zespołu „Res Publiki Nowej”. Nauczycielka jidysz i wykładowczyni na międzynarodowych letnich seminariach Fundacji Shalom w Śródborowie i Warszawie, The Vilnius Summer Program in Yiddish Language and Literature (Vilnius Yiddish Institute Uniwersytetu Wileńskiego), Université d’Été de Yiddish w Strasburgu, Centrum Historii Miejskiej we Lwowie, Freie Universität w Berlinie, Maison de la Culture Yiddish w Paryżu, YIVO Institute for Jewish Research. Adiunkt w Katedrze Judaistyki im. Tadeusza Taubego Uniwersytetu Wrocławskiego. 
Członkini zarządu Polskiego Towarzystwa Studiów Jidyszystycznych do 2016 roku, obecnie członkini Komisji Rewizyjnej Towarzystwa. Konsultantka Wystawy Głównej Muzeum Historii Żydów Polskich POLIN. Jedna z kuratorów wystawy Montaże. Debora Vogel i nowa legenda miasta w Muzeum Sztuki w Łodzi (2017) w ramach programu Rok awangardy w Polsce. 

## Nagrody
Laureatka Nagrody Historycznej „Polityki” 2016 w kategorii wydawnictwa źródłowe za książkę Racheli Auerbach, Pisma z getta warszawskiego.

## Publikacje

### Monografie
- Rachela Auerbach, Pisma z getta warszawskiego, Żydowski Instytut Historyczny, Warszawa, 2015, ISBN 978-83-65254-22-1
- Być agentem wiecznej idei. Przemiany poglądów estetycznych Debory Vogel, Universitas, Kraków 2006, ISBN 83-242-0658-2,

### Redakcja i współredakcja
- Bella Szwarcman-Czarnota, Joanna Lisek, Karolina Szymaniak, Moja dzika koza. Antologia poetek jidysz, Krakow, Austeria, 2019, ISBN 978-83-78662-09-9
- Andrij Bojarov, Paweł Polit, Karolina Szymaniak, Montages. Debora Vogel and the New Legend of the City, ISBN 978-83-63820-63-3 / Montaże. Debora Vogel i nowa legenda miasta, Łódź 2017, ISBN 978-83-63820-63-3
- Anna Szyba i Karolina Szymaniak, Dialog poetów, Warszawa, Fundacja Shalom, 2010, ISBN 978-83-928219-2-2,
- Debora Vogel, Akacje kwitną, Austeria, Kraków 2006, ISBN 83-89-129-49-3.
- Warszawska awangarda jidysz. Antologia tekstów, słowo/obraz terytoria, Gdańsk 2005, ISBN 83-7453-711-6.